# Карпичев Олександр Семенович
Олекса́ндр Семе́нович Ка́рпичев (22 листопада 1901, місто Нижній Новгород, тепер Російська Федерація — ?) — радянський військовий діяч, обласний військовий комісар Пензенської та Дрогобицької областей.

## Життєпис
Народився в родині робітника. Закінчив початкову школу. Трудову діяльність розпочав у чотирнадцятирічному віці. До 1917 року наймитував у купця, працював кочегаром Волзького порту, мастильником водокачки.
З травня 1919 року — в Червоній армії. Воював проти військ генерала Денікіна у складі 3-го піхотного полку РСЧА на Царицинському фронті, деякий час перебував у полоні. Після звільнення, повернувся до Червоної армії, воював проти військ барона Врангеля. Учасник громадянської війни в Росії.
Член РКП(б) з 1921 року.
У 1922 році закінчив курси піхотних командирів.
У 1922—1930 роках — на різних командних посадах у Червоній армії.
У 1939—1940 роках — військовий комісар у районах Української СРР та Російської РФСР.
У липні 1940—1944 роках — військовий комісар Пензенської області РРФСР.
У 1944—1954 роках — військовий комісар Дрогобицької області УРСР.
З червня 1954 року — у відставці.

## Звання
- підполковник
- полковник

## Нагороди
- орден Леніна (30.04.1945)
- два ордени Червоного Прапора (3.11.1944, 15.11.1950)
- орден Червоної Зірки (12.11.1943)
- медаль «За перемогу над Німеччиною у Великій Вітчизняній війні 1941—1945 рр.» (1945)
- медалі